# Wolf (vulcão)
O vulcão Wolf é a montanha mais alta das Ilhas Galápagos, arquipélago pertencente ao Equador. Fica no norte da ilha Isabela e é um vulcão em escudo com uma característica forma de prato de sopa invertido. 
O vulcão tem o nome de Theodor Wolf, geólogo alemão que estudou as Galápagos no século XIX, e que também dá nome à ilha de Wolf, no mesmo arquipélago.
A altitude do vulcão insular Wolf faz dele um pico ultraproeminente.